# Châlons-du-Maine
Châlons-du-Maine és un municipi francès situat al departament de Mayenne i a la regió de País del Loira. L'any 2007 tenia 572 habitants.

## Demografia

### Població
El 2007 la població de fet de Châlons-du-Maine era de 572 persones. Hi havia 188 famílies de les quals 24 eren unipersonals (20 homes vivint sols i 4 dones vivint soles), 56 parelles sense fills, 104 parelles amb fills i 4 famílies monoparentals amb fills.
La població ha evolucionat segons el següent gràfic:
Habitants censats

### Habitatges
El 2007 hi havia 206 habitatges, 192 eren l'habitatge principal de la família, 6 eren segones residències i 8 estaven desocupats. Tots els 206 habitatges eren cases. Dels 192 habitatges principals, 153 estaven ocupats pels seus propietaris, 36 estaven llogats i ocupats pels llogaters i 3 estaven cedits a títol gratuït; 4 tenien dues cambres, 22 en tenien tres, 51 en tenien quatre i 115 en tenien cinc o més. 157 habitatges disposaven pel capbaix d'una plaça de pàrquing. A 47 habitatges hi havia un automòbil i a 140 n'hi havia dos o més.

### Piràmide de població
La piràmide de població per edats i sexe el 2009 era:
| Homes | Edats   | Dones |
| ----- | ------- | ----- |
| 0     | 95 o +  | 0     |
| 0     | 90 a 94 | 0     |
| 0     | 85 a 89 | 0     |
| 0     | 80 a 84 | 4     |
| 12    | 75 a 79 | 8     |
| 8     | 70 a 74 | 12    |
| 8     | 65 a 69 | 4     |
| 0     | 60 a 64 | 8     |
| 12    | 55 a 59 | 0     |
| 20    | 50 a 54 | 16    |
| 16    | 45 a 49 | 16    |
| 16    | 40 a 44 | 0     |
| 20    | 35 a 39 | 20    |
| 16    | 30 a 34 | 8     |
| 20    | 25 a 29 | 24    |
| 8     | 20 a 24 | 4     |
| 8     | 15 a 19 | 4     |
| 12    | 10 a 14 | 12    |
| 24    | 5 a 9   | 16    |
| 20    | 0 a 4   | 28    |

## Economia
El 2007 la població en edat de treballar era de 372 persones, 308 eren actives i 64 eren inactives. De les 308 persones actives 298 estaven ocupades (164 homes i 134 dones) i 10 estaven aturades (3 homes i 7 dones). De les 64 persones inactives 22 estaven jubilades, 32 estaven estudiant i 10 estaven classificades com a «altres inactius».

### Ingressos
El 2009 a Châlons-du-Maine hi havia 203 unitats fiscals que integraven 609 persones, la mediana anual d'ingressos fiscals per persona era de 17.639 €.

### Activitats econòmiques
Dels 9 establiments que hi havia el 2007, 1 era d'una empresa de fabricació de material elèctric, 1 d'una empresa de fabricació d'altres productes industrials, 2 d'empreses de construcció, 1 d'una empresa d'hostatgeria i restauració, 1 d'una empresa financera i 3 d'empreses de serveis.
L'únic servei als particulars que hi havia el 2009 era un paleta.
L'any 2000 a Châlons-du-Maine hi havia 25 explotacions agrícoles que ocupaven un total de 539 hectàrees.

## Equipaments sanitaris i escolars
El 2009 hi havia una escola elemental.

## Poblacions més properes
El següent diagrama mostra les poblacions més properes.